# Annual Biocontrol Industry Meeting
Das Annual Biocontrol Industry Meeting (ABIM) in Basel ist eine jährliche Konferenz der weltweiten Hersteller von biologischen Produkten zur Pflanzenbehandlung. An der englischsprachigen Konferenz nahmen seit 2005 jährlich 300–400 Firmen und 700–800 Delegierte teil.
Ziel der Konferenz ist der wissenschaftliche Erfahrungsaustausch und die Darstellung des Wissenschaftsfortschrittes bei der Vitalisierung von Pflanzen und Schadensbekämpfung in Pflanzenbeständen mit naturnahen Behandlungssystemen, insbesondere Bioeffektoren.
Die Tagung findet alljährlich im Herbst des Jahres in Basel statt. Sie wird organisiert vom Forschungsinstitut für biologischen Landbau in der Schweiz und ist gleichzeitig die Jahresversammlung der International Biocontrol Manufacturers Association, des formellen Zusammenschlusses der Industrie für biologische Pflanzenschutzmittel.